# Хенаро Матіас Проно Брітес
Хенаро Матіас Проно Брітес (нар. 29 квітня 1989, Асунсьйон, Парагвай) — парагвайський плавець.
Учасник Олімпійських Ігор 2008 року.